# Thatcheria mirabilis
Thatcheria mirabilis es una especie de molusco gasterópodo, considerado en malacología como una de los más exquisitos y raros caracoles, la Thatcheria mirabilis pertenece a la familia de los "Turridae". La forma intrincada y en espiral del exoesqueleto ha hecho que sea apreciado por el valor estético. Común en Asia, especialmente en aguas del Mar Amarillo, esta concha ha sido inspiración, por siglos, para el estilo de pagodas y palacios en China, Corea y Japón, así como estaría presente en múltiples referencias del arte oriental. Hasta principios del siglo XX, este espécimen era extraño y podía alcanzar elevados precios en el mercado. A mediados del siglo XX, ante una mayor exploración oceánica, ha sido más frecuente su hallazgo. 
En sus memorias, el poeta chileno Pablo Neruda, consumado coleccionistas de caracoles, comentaba sobre un ejemplar de la especie que le dio como regalo, tomado de un museo de Pekín, el líder chino Mao Zedong.